# ルブラン (楽器メーカー)
ルブラン（Leblanc）は、アメリカ合衆国ウィスコンシン州ケノーシャに本拠地を置く楽器製造メーカー。

## 概要
ルブラン社は、主にクラリネットを製造し、管弦楽や吹奏楽で多く用いられるB♭管やA管（ソプラノクラリネット）をはじめ、C管、D管、E♭管、A♭管（E♭管より音域が高い）、アルトクラリネット、バセットクラリネット、バセットホルン、バスクラリネット、コントラアルトクラリネット、コントラバスクラリネット、オクトコントラバスクラリネットに至る、いわゆる「クラリネット・ファミリー」を形成する楽器群の製造を行っていたメーカーである。
オクト・コントラバス・クラリネットに至っては、ルブラン社のみが当時製造した楽器である。
買収後のルブラン製クラリネットは、生産拠点をアメリカに移したためアメリカ製か中国製であり、イギリスのクラリネット奏者Julian Blissとコラボレートし、バックーン製のベルとバレルを搭載した「Bliss」などを生産していた。現在はプラスチック管体とグラナディラ製のソプラノクラリネット、そしてプラスチック・ボディのアルトクラリネット、バスクラリネット、コントラアルトクラリネット、コントラバスクラリネット、そしてフルート、各種サックス、プラスチック管体とグラナディラ製のオーボエ、プラスチック管体のイングリッシュホルンを製造している。
ルブラン社のクラリネットは、いずれも（コントラ系を除き）伝統的に一直線に並んだ独自設計のサイドトリルキーを採用していることが特徴で、ビュッフェ・クランポン社、ヘンリー・セルマー・パリ社と並ぶフランス屈指のメーカーとして、欧米をはじめ世界的に評価が高い。また、特にアルトクラリネット以下のハーモニークラリネットについては古くから日本でも知られており、近年ではソプラノクラリネットの評価も高くなっている。その外観・形状等から「ペーパークリップ」や「水道管」の愛称で親しまれている金属製のコントラクラリネットも人気が高い。
日本における国内輸入元は野中貿易株式会社、販売元は株式会社ノナカである。

## 歴史
フランスのG.ルブラン社は、ジョルジュ・ルブラン(Georges Leblanc)によって19世紀の後半に創業され、1904年にはフランス最古の楽器製造メーカーのひとつであるノブレ(Noblet)社を吸収合併した。
なお、そのノブレ(Noblet)は、ノルマンディー(Normandy)と共に、2000年ごろまで初～中級者向けの機種に名前が残っていた。
第一次大戦直後にジョルジュと息子のレオン・ルブラン(Leon Leblanc, 1900-2000)によってG.ルブラン社が設立され、第二次大戦中にヴィトー・パスクッチ（Vito Pascucci, 1922-2003）がルブラン家と出会う。当時、パスクッチはグレン・ミラー楽団の若い楽器リペアマンだった。
レオンとパスクッチは1946年、フランスのG.ルブラン社が製造した木管楽器を輸入するために、ウィスコンシン州ケノーシャにG.ルブラン株式会社を設立。1951年からはヴィトー・パスクッチから名付けられた、学生向けのヴィトー(Vito)ブランドのクラリネットやサクソフォーンを導入する。
G.ルブラン株式会社は、1964年に金管楽器製造メーカーのフランク・ホルトン(Frank Holton Company)、1968年に木管楽器用マウスピース製造メーカーのウッドウィンドカンパニー(Woodwind Company)、1971年に金管とサックス製造メーカーのマーチン(Martin Band Instrument Company)というように、他社を吸収することにより製品のラインナップを広げる。1981年からは、ヤナギサワ製サクソフォーンの北米における独占販売権を有している。
1989年、アメリカのG.ルブラン株式会社は親会社であるフランスのG.ルブラン社の大半の株式を取得し、経営権を引き継いだ。
その後、フランス工場が火事になり、2004年8月1日にスタインウェイ・ミュージカル・インスツルメンツ社に買収され、2008年にビュッフェ・クランポンにフランスの工場が買収された。スタインウェイ・ミュージカル・インスツルメンツの子会社であるコーン・セルマー社の一部門として運営され、ウィスコンシン州の3拠点に約300人の従業員とフランスに約40人の従業員を擁している。

## 参照
- スタインウェイ・ミュージカル・インスツルメンツサイト内About our company （英語）